# Sogod (Cebu)
Sogod è una municipalità di quarta classe delle Filippine, situata nella Provincia di Cebu, nella Regione del Visayas Centrale.
Sogod è formata da 18 baranggay:
- Ampongol
- Bagakay
- Bagatayam
- Bawo
- Cabalawan
- Cabangahan
- Calumboyan
- Dakit
- Damolog
- Ibabao
- Liki
- Lubo
- Mohon
- Nahus-an
- Pansoy
- Poblacion
- Tabunok
- Takay